# Parinari rodolphii
Parinari rodolphii är en tvåhjärtbladig växtart som beskrevs av Huber. Parinari rodolphii ingår i släktet Parinari och familjen Chrysobalanaceae. Inga underarter finns listade i Catalogue of Life.